# Let's HappiecE Life!
「Let's HappiecE Life!」（レッツハッピースライフ）は、3B LAB.☆の6枚目のシングル。

## 解説
シングルでは初めてメンバー以外の演奏（キーボード）が取り入れられている。キーボードを演奏するのは、まだ正式にメンバー加入する前のSHOJI METASONIKであり、PVにも登場する。シングルでははじめてタイトルが英語表記になった（「HapppiecE」は誤表記のように思われるが、実は造語である）。「3B LAB.☆」名義では最後のシングル。
テレビ東京系『甲虫王者ムシキング〜森の民の伝説〜』エンディングテーマ

## 内容
全曲とも作詞・作曲：岡平健治／編曲：3B LAB.☆。
1. Let's HappiecE Life!
岡平の姉が結婚したことで出来た曲。実際PVにも結婚式を挙げる新郎新婦が登場する。
2. 最後によかった
こちらにもキーボードサウンドが取り入れられている。
3. Let's HappiecE Life!〜Unplugged〜
「Let's HappiecE Life!」のアンプラグド版。